# Roberto Cataldi
Roberto Cataldi (Ascoli Piceno, 15 aprile 1960) è un politico e saggista italiano.

## Attività politica
Viene eletto deputato alle elezioni politiche del 2018 nel collegio uninominale Marche - 01 (Ascoli Piceno) per il Movimento 5 Stelle, ottenendo il 37,55% e superando Marco Fioravanti del centrodestra (33,01%) e Antimo Di Francesco del centrosinistra (21,35%). Nella XVIII Legislatura ha fatto parte della II Commissione Giustizia e della Giunta per le Autorizzazioni e del Comitato Parlamentare per i Procedimenti di Accusa.
Alle elezioni politiche del 2022 è candidato al Senato dal Movimento 5 Stelle nel collegio uninominale Marche - 01 (Ascoli Piceno) e in prima posizione nel collegio plurinominale Marche - 01. All’uninominale arriva terzo dietro Elena Leonardi del centrodestra (49,03%) e Mirella Gattari del centrosinistra (22,57%), risultando comunque eletto al plurinominale.

## Attività scientifica e professionale
Attività come saggista
È autore dei saggi "La giustizia imperfetta" (Monduzzi, Bologna, 1998), "Il fascino del potere" (Armando, Roma, 1999), "Il diritto e le libertà morali" (Termanini, Genova, 2009), "Lo sguardo dell'innocenza" (Armando, Roma, 2005), "Il diritto del pesce piccolo" (Armando, Roma, 2019)
Attività Forense, pubblicazioni tecnico legali, narrativa
È ideatore e direttore della rivista giuridica telematica studiocataldi.it
È coautore dei manuali "La Responsabilità professionale del medico" (Maggioli, 2004 e successive edizioni), "Il consenso informato" (Maggioli, 2007), "Il concordato preventivo e gli accordi di ristrutturazione dei debiti" (supplemento al quotidiano Italia Oggi, marzo 2010), "Insidie stradali e responsabilità della P.A." (Maggioli 2014).
Ha pubblicato il romanzo "Nicole" (Armando, Roma, 2019).